# Il ristorante degli chef
Il ristorante degli chef è stato un programma televisivo italiano in onda andato nel 2018 in prima serata su Rai 2.
Si tratta della versione italiana del talent show culinario argentino Dueños de la cocina, trasmesso sul canale Telefe.

## Il programma
Il programma non ha conduttori e i giudici sono tre chef di fama mondiale: Andrea Berton, Philippe Léveillé e Isabella Potì.
In questo talent partecipano 10 aspiranti chef, i quali tutti reclutati presso un ristorante di Roma si affronteranno in diverse prove per vincere il superpremio e la possibilità di aprire e gestire un proprio ristorante dopo aver frequentato una formazione presso la Scuola Internazionale di Cucina Italiana Alma.

## Prove
- La battaglia in cucina: In questa prova, ogni chef deve creare un piatto con un ingrediente base scelto dalla giuria. Al termine della prova, i due chef migliori saranno i capi brigata della prova successiva, i quali possono scegliere due assistenti tra gli avversari, mentre gli altri concorrenti che non sono stati scelti faranno i camerieri nella prova de La battaglia al ristorante.
- La battaglia al ristorante: In questa prova, gli chef divisi in due brigate e gli altri in versione di camerieri, devono affrontarsi in un servizio di ristorazione con 40 coperti organizzando un menù su un tema scelto dai giudici per soddisfare la clientela in tre ore, fra cui vi sono ospiti VIP a sorpresa. A rotazione poi, uno dei giudici farà l'Executive Chef e controllerà tutto l'operato di chef e camerieri. Al termine della prova, tutto il servizio verrà valutato dai giudici tenendo conto del numero di ordinazioni per le due proposte, della qualità dei menù e della gestione di cucina e servizio. Alla brigata vincente, verranno date un massimo di tre stelle, di cui una per il maggior numero di ordinazioni, un'altra da un tavolo food blogger e un'altra ancora dai giudici oltre alla possibilità per il capo brigata di nominare un assistente che passerà direttamente alla puntata successiva.
- La battaglia finale: In questa prova eliminatoria, gli chef che hanno fatto da camerieri, insieme a quelli della brigata perdente e allo chef non salvato dal capo brigata vincente nella prova precedente si giocheranno la propria permanenza nel gioco cucinando un piatto con un ingrediente base scelto dalla giuria. Al termine della prova, il concorrente peggiore sarà eliminato.

## Edizioni
| Edizione | Inizio           | Finale           | Puntate | Giudici                                       | Concorrenti | Vincitore       | Telespettatori | Share |
| -------- | ---------------- | ---------------- | ------- | --------------------------------------------- | ----------- | --------------- | -------------- | ----- |
| 1ª       | 20 novembre 2018 | 19 dicembre 2018 | 5       | Andrea Berton Philippe Léveillé Isabella Potì | 10          | Valter Di Cecco | 659.200        | 3,37% |

### Prima edizione (2018)
La prima edizione de Il ristorante degli chef è andata in onda su Rai 2 dal 20 novembre al 19 dicembre 2018.